# خفاش چشم‌بزرگ برزیلی
خفاش چشم‌بزرگ برزیلی (نام علمی: Chiroderma doriae) نام یک گونه از سرده خفاش‌های چشم‌بزرگ است.